# Elsa Pataky
Elsa Lafuente Pataky (Madrid, 18 juli 1976) is een Spaans actrice. Ze werd bekend door haar rol als Raquel Alonso in de, in Spanje, populaire televisieserie Al salir de clase.

## Biografie
Haar vader is een Spaanse biochemicus en haar moeder een Roemeens publicist. Pataky trouwde in december 2010 met de Australische acteur Chris Hemsworth. Ze hebben samen een dochter en (sinds 2014) een tweeling.